# 1753 Mieke
Az 1753 Mieke (ideiglenes jelöléssel 1934 JM) a Naprendszer kisbolygóövében található aszteroida. Hendrik van Gent fedezte fel 1934. május 10-én, Johannesburgban.